# Trevor Berbick
Trevor Berbick (Norwich, Port Antonio, Jamaica, 1 augustus 1955 – aldaar, 28 oktober 2006) was een Jamaicaans zwaargewichtbokser. Hij vertegenwoordigde zijn vaderland bij de Olympische Zomerspelen 1976 in Montreal, waar hij voortijdig werd uitgeschakeld in de klasse der zwaargewichten.

## Carrière
Berbicks professionele carrière duurde van 1976 tot 2000. In 1986 was hij kort de WBC wereldkampioen zwaargewicht, tot hij deze titel verloor aan Mike Tyson. Hij stond tevens bekend als de laatste man die tegen Muhammad Ali vocht. Hij won dit gevecht door een unanieme beslissing van de jury na een tien ronden durend gevecht en was daarmee een van de vijf boksers die Ali versloegen.
Na zijn bokscarrière kwam Berbick in aanraking met justitie. Hij zat vier jaar in een Amerikaanse cel vanwege verkrachting van de oppas van zijn kinderen. Ook werd hij tweemaal het land uitgezet vanwege criminele activiteiten. Op 28 oktober werd hij op een kerkhof in zijn geboorteplaats Norwich vermoord door middel van klappen op het hoofd met een machete.